# Молина, Науэль
Науэ́ль Моли́на Лусе́ро (исп. Nahuel Molina Lucero; род. 6 апреля 1998, Эмбальсе, Кордова) — аргентинский футболист, защитник клуба «Атлетико Мадрид» и сборной Аргентины. Чемпион мира 2022 года.

## Клубная карьера
Молина родился 6 апреля 1998 года в Эмбальсе. Прадед, дед и отец Науэля играли в футбол, и юный аргентинец пошёл по их стопам. В 11 лет он переехал в Буэнос-Айрес, чтобы присоединиться к филиалу академии «Барселоны». В то время он выступал на позициях правого вингера и центрального нападающего. Через два года он перешёл в юношескую команду «Боки Хуниорс». В 2016 году тренер взрослой команды «генуэзцев» Родольфо Арруабаррена включил 17-летнего Молину в заявку на первенство страны. 18 февраля в матче против «Сан-Мартин Сан-Хуан» Науэль дебютировал в аргентинской Примере. В том сезоне он провёл за «Боку» ещё 7 матчей. Следующие два года игрок провёл в аренде в клубах «Дефенса и Хустисия» и «Росарио Сентраль». Набравшись опыта в матчах внутренних и международных турниров, Молина вернулся в «Боку», однако руководство клуба не смогло договориться с ним о продлении контракта. Науэль был близок к переходу в стан главных противников «сине-золотых» — «Ривер Плейта» — но в итоге футболист перешёл в итальянский «Удинезе», где выступали ещё несколько аргентинцев: Хуан Муссо, Родриго Де Пауль, Роберто Перейра, Игнасио Пуссетто и Фернандо Форестьери.
В первом сезоне в новой команде Молина не сразу стал игроком стартового состава, но начиная с февраля наставник «Удинезе» Лука Готти сделал его основным правым латералем в схеме 3-5-2. За этот отрезок аргентинец дважды отличился (в матчах с «Ювентусом» и «Беневенто») и отдал три результативные передачи. Успешные выступления Науэля не остались незамеченными и тренерским штабом сборной: летом Лионель Скалони вызвал футболиста на Кубок Америки. В следующем сезоне Молина показал ещё более впечатляющую игру, забив 7 голов в 35 встречах Серии А (лучший показатель среди защитников в топ-5 лиг Европы), и привлёк к себе внимание сильных европейских клубов.
В июле 2022 года Науэль перешёл в «Атлетико Мадрид» за 20 миллионов евро, подписав контракт до 2027 года.

## Международная карьера
В 2017 года Молина в составе молодёжной сборной Аргентины принял участие в молодёжном чемпионате Южной Америки в Эквадоре. На турнире он сыграл в матчах против команд Перу, Боливии, Бразилии, Эквадора а также дважды Венесуэлы и Уругвая.
Первый матч за взрослую сборную Аргентины Молина провёл 4 июня 2021 года, выйдя на замену Хуану Фойту во встрече отборочного турнира к чемпионату мира 2022. В июне того же года главный тренер Лионель Скалони включил Молину в заявку команды на Кубок Америки, окончившийся победой «альбиселесте». Футболист принял участие в трёх матчах группового этапа, дважды попадая в стартовый состав. Науэль полностью отыграл четвертьфинальную встречу против Эквадора, а в полуфинале провёл на поле лишь первый тайм, уступив в перерыве место Гонсало Монтиэлю. В финальном матче, где аргентинцам противостояла команда Бразилии, Скалони решил использовать более оборонительного Монтиэля, и тот хорошо проявил себя, закрыв капитана соперников Неймара. Игра завершилась со счётом 1:0 в пользу Аргентины.
В последующих турах отбора к чемпионату мира Молина стал основным правым защитником сборной. В июне 2022 года он принял участие в Финалиссиме, проведя на поле в победной встрече против Италии все 90 минут. В квалификации к мундиалю Молина сыграл 10 раз.
В ноябре 2022 года Молина попал в заявку сборной на чемпионат мира в Катаре. В первом матче группового этапа, в котором Аргентина сенсационно уступила Саудовской Аравии со счётом 1:2, он вышел в стартовом составе. В следующей игре против Польши (2:0) Науэль появился на поле на 63-й минуте. Все следующие встречи игрок начинал с самого начала. В четвертьфинальном матче против Нидерландов 9 декабря Малина открыл счёт в поединке после проникающей передачи Лионеля Месси. Этот мяч стал первым для Науэля за сборную. Игра закончилась победой аргентинцев по пенальти. Молина принял участие в полуфинальном и финальном матчах, в которых «альбиселесте» одолели Хорватию (3:0) и Францию (3:3, 4:2 по пен.) и стали чемпионами мира.

## Стиль игры
Молина — игрок правого фланга, который может сыграть как крайнего защитника при схеме 4-4-2, так и латераля при расстановке с тремя защитниками. Он обладает высокой скоростью, навыками дриблинга, хорошей техникой работы с мячом и умением грамотно открыться для получения паса. Науэль способен как помочь в создании атаки за счёт своего видения поля, так и выполнить навес или прострел в завершающей стадии нападения. Молина много забивает для игрока своей позиции, причём делает это как с правой, так и с «нерабочей» левой ноги. Эти качества позволяют тренерам эффективно использовать аргентинца в атакующих действиях команды. Молина неуступчив в борьбе за мяч при отборе, однако в целом Науэль считается далеко не самым сильным защитником.
По манере игры Молину сравнивают с Янником Карраско.

## Достижения
«Бока Хуниорс»
- Чемпион Аргентины: 2016/17

Сборная Аргентины
- Чемпион мира: 2022
- Обладатель Кубка Америки: 2021, 2024
- Победитель Финалиссимы: 2022

## Статистика выступлений

### За клубы
| Выступление          | Выступление      | Выступление      | Чемпионат | Чемпионат | Кубки | Кубки | Международные | Международные | Прочие | Прочие | Итого | Итого |
| Клуб                 | Лига             | Сезон            | Игры      | Голы      | Игры  | Голы  | Игры          | Голы          | Игры   | Голы   | Игры  | Голы  |
| -------------------- | ---------------- | ---------------- | --------- | --------- | ----- | ----- | ------------- | ------------- | ------ | ------ | ----- | ----- |
| Бока Хуниорс         | Примера          | 2016/17          | 8         | 0         | —     | —     | 1             | 0             | —      | —      | 9     | 0     |
| Бока Хуниорс         | Итого            | Итого            | 8         | 0         | 0     | 0     | 1             | 0             | 0      | 0      | 9     | 0     |
| → Дефенса и Хустисия | Примера          | 2017/18          | 14        | 1         | 2     | 0     | 7             | 0             | —      | —      | 23    | 1     |
| → Дефенса и Хустисия | Примера          | 2018/19          | 3         | 0         | —     | —     | —             | —             | —      | —      | 3     | 0     |
| → Дефенса и Хустисия | Итого            | Итого            | 17        | 1         | 2     | 0     | 7             | 0             | 0      | 0      | 26    | 1     |
| → Росарио Сентраль   | Примера          | 2018/19          | 6         | 0         | 1     | 0     | 6             | 0             | —      | —      | 13    | 0     |
| → Росарио Сентраль   | Примера          | 2019/20          | 16        | 1         | 2     | 0     | —             | —             | —      | —      | 18    | 1     |
| → Росарио Сентраль   | Итого            | Итого            | 22        | 1         | 3     | 0     | 6             | 0             | 0      | 0      | 31    | 1     |
| Удинезе              | Серия А          | 2020/21          | 29        | 2         | 2     | 0     | —             | —             | —      | —      | 31    | 2     |
| Удинезе              | Серия А          | 2021/22          | 35        | 7         | 2     | 1     | —             | —             | —      | —      | 37    | 8     |
| Удинезе              | Итого            | Итого            | 64        | 9         | 4     | 1     | 0             | 0             | 0      | 0      | 68    | 10    |
| Атлетико Мадрид      | Примера          | 2022/23          | 33        | 4         | 4     | 0     | 6             | 0             | —      | —      | 43    | 4     |
| Атлетико Мадрид      | Примера          | 2023/24          | 30        | 2         | 5     | 0     | 10            | 0             | 1      | 0      | 46    | 2     |
| Атлетико Мадрид      | Итого            | Итого            | 63        | 6         | 9     | 0     | 16            | 0             | 1      | 0      | 89    | 6     |
| Всего за карьеру     | Всего за карьеру | Всего за карьеру | 174       | 17        | 18    | 1     | 30            | 0             | 1      | 0      | 223   | 18    |

### За сборную
| Сборная   | Год   | Игры | Голы |
| --------- | ----- | ---- | ---- |
| Аргентина | 2021  | 13   | 0    |
| Аргентина | 2022  | 14   | 1    |
| Аргентина | 2023  | 8    | 0    |
| Аргентина | 2024  | 3    | 0    |
| Всего     | Всего | 38   | 1    |